# مروان بابلو
مروان أحمد مطاوع (ولد 1995 م) المعروف باسم مروان بابلو، والمعروف سابقًا باسم داما، هو مغني راب، وكاتب أغان ومنتج تسجيلات مصري. ويُشار إلى بابلو من قبل فايس ميديا باسم "الأب الروحي للتراب في مصر"، ويُعَد أحدَ أهم أصوات الجيل الجديد من المشهد الموسيقي للتراب والهيب هوب في مصر. اشتَهَر بأغانيه الناجحة "فري"، "الجميزة" و"سندباد"و"الغلاف و اوزاريس".
تأثر بابلو بالموسيقى الإلكترونية (التراب) الناشئة في مصر، ويهدف بابلو وغيره من موسيقيي التراب في عصره إلى إعادة تعريف شعبية موسيقى الهيب هوب والتراب في مصر، ونقلها من موسيقى الأندرغرواند إلى التيار الرئيس.

## سيرته
ولد مروان أحمد مطاوع (مروان بابلو) في مدينة الإسكندرية بحي الحضرة الجديدة (عزبة الجامع سابقًا)، بتاريخ 22 نوفمبر 1996، لعائلة من أبوين مصريين.
بدأ في تأليف الموسيقى لأول مرة في عام 2015، وكان معروفًا بلقب «داما» في ذلك الوقت. في مرحلة ما، قرر أن يختفي ويعيد اكتشاف نفسه، لكنه عاد في أواخر عام 2017 بأغنية "Al Gholaf X Ozoris" تحت اسم «مروان بابلو» في إشارة إلى كل من بابلو إسكوبار وبابلو بيكاسو.
لطالما كانت القاهرة مدينة الموسيقيين الصاعدين، لكن مروان بابلو كان يحاول تغيير ذلك بالترويج لموسيقى التراب في مسقط رأسه بالإسكندرية. ولهذه الغاية، صعد بابلو إلى الشهرة في عام 2018، حيث قام ببطولة الفيلم الوثائقي «رابكة» وأطلق أولى أغنياته «سندباد» و«أبو مكة» و«فولكلور» بالتعاون مع المنتج المصري الصاعد «مولوتوف».

## الاعتزال والعودة
في 14 فبراير 2020، أعلن بابلو أنه، لأسباب شخصية ودينية، لن يعود يصنع الموسيقى. وبعد مدة وجيزة أغلق قناته على يوتيوب وحسابه في إنستغرام. وأوضح أن السبب الرئيس لاعتزاله هو «الضغط الذي فُرض عليه، واختلاف مستويات التوقعات التي حاصره الناس بداخلها، والتسمية المستمرة». قال إنه يحتاج إلى استراحة «لإعادة شحن نفسه دون أن يُحاصَر». في 9 مارس 2020، بدأ بابلو البث المباشر على إنستغرام ردًا على شائعات عن مرضه أو وفاته. وأعرب عن غضبه من الحكايات ونفى أي علاقة بين الاعتزال وصحته أو أفراد عائلته.

### العودة
في يناير 2021، كان اسم بابلو شائعًا مرة أخرى عندما انتشرت أخبار عن عودته المحتملة بعد تغيير صورة ملفه الشخصي على الفيس بوك، لكنه لم يصدر إعلانًا رسميًا عنها. وفي 25 من فبراير، عاد بابلو إلى صناعة الموسيقى بإطلاق أغنية «الغابة»، وأعاد تنشيط جميع حساباته على مواقع التواصل الاجتماعي. تجاوز الفيديو الموسيقي لعودة مروان بابلو مليوني مشاهدة على اليوتيوب في غضون 24 ساعة الأولى بعد الإصدار.
أقام بابلو حفلًا في أول أكتوبر 2021 في مركز المنارة بالتجمُّع الخامس، وشارك في الحفل شاب جديد. أثار الحفل الكثير من الجدل بسبب العديد من الأحداث فيه التي انتقدها الجمهور، وقام مروان بابلو بالغناء بطريقة البلاي باك في بعض الأغنيات، وهو ما منعه النقيب هاني شاكر في قراراته النقابية الأخيرة. شارك شاب جديد، وهو مغني الراب الفلسطيني، لأول مرة مع مروان بابلو وقام بتحريف أغنية «مولاي» للنقشبندي وألحان بليغ حمدي ليحولها إلى «مروان إني وقفت ببابك يا مروان»، مما عدَّه بعضُ الناس إلحادًا. وصعد مشاهد على المسرح وشارك مروان الغناء والرقص.
أصدرت النقابة بناءً على هذا الحفل بيانًا جاء فيه: «قررت نقابة المهن الموسيقية منع التعامل مع المؤدي مروان بابلو باعتباره أحد مؤدي الراب، خاصة وأنه ليس عضوا بالنقابة وكان يحصل على تصريح اليوم الواحد». وصرَّح علاء عامر المستشار القانوني لنقابة الموسيقيين عن أسباب عقوبة مروان بابلو وتفاصيلها في برنامج تلفازي شهير.

## وصلات خارجية
- مروان بابلو على موقع IMDb (الإنجليزية)
- مروان بابلو على موقع ميوزك برينز (الإنجليزية)